# Корма (блюдо)
Корма (произносится также как кормаа, горма, кавурма, кхорма, курма) — блюдо индийской кухни, распространённое также в Центральной и Западной Азии.
Для приготовления кормы необходимы йогурт или какой-либо другой молочный крем, ореховая или семечковая паста, а также кокосовое молоко. Постоянной составляющей этого блюда является также приправа карри. Корма может быть мясной (например, из курицы) или вегетарианской. При приготовлении корма тушится на огне (само слово «корма» на языках хинди и урду означает тушение еды).
Корма известна по крайней мере с XVI столетия и относится к кухне Великих Моголов. В настоящее время она является национальным блюдом народов Пакистана, Северной Индии и Бангладеш. Обозначение Шахи корма у некоторых видов этого блюда указывает на его высокий статус, а также на то, что его подавали на стол при дворе индийских властителей-магарадж. Существуют множество различных вариантов «корма». Её могут готовить на воде, йогурте или мясном бульоне. Обычно это йогурт, подогретый до температуры ниже его сворачиваемости, смешанный с мясным отваром. Аромат блюда обеспечивается различными пряностями (кориандр и др.) и соусами, часто добавляются перец чили и имбирь. Корма может быть умеренно острой или «огненной», по вкусу. Мясо, которое годится для приготовления этого блюда — баранина, курятина, иногда говядина, и крайне редко — свинина.
Корма является одним из самых популярных блюд в индийских ресторанах Европы, особенно Великобритании. Следует также упомянуть вегетарианскую корма Навратан, приготовляемую из овощей и различных видов орехов. Корма Навратан также подразделяется на множество разновидностей (например, Карри девяти овощей, на которое идут 9 различных овощных видов). Другой известной разновидностью кормы является пилав, на приготовление которого идут рис и тушёное мясо.
Популярность кормы такова, что готовый соус для кормы можно купить в супермаркетах в готовом виде, что значительно упрощает процесс приготовления блюда 